# Centrochria rhodomadia
Centrochria rhodomadia är en fjärilsart som beskrevs av Louis Beethoven Prout 1922. Centrochria rhodomadia ingår i släktet Centrochria och familjen mätare. Inga underarter finns listade i Catalogue of Life.